# Suzuhito Yasuda
Suzuhito Yasuda (ヤスダ スズヒト Yasuda Suzuhito?), es un mangaka e ilustrador japonés. es muy reconocido por la ilustración de light novels como Durarara!! y Kamisama Kazoku ambas adaptadas al anime, y el videojuego de Shin Megami Tensei: Devil Survivor. Yasuda es también el creador original del manga Yozakura Quartet que fue adaptada también al anime.

## Biografía
Suzuhito empezó dibujando cuando tenía 19 años de edad, después de ser inspirado por la serie Range Murata. como ilustrador, el usualmente trabaja con novelas, proporcionando las portadas y las ilustraciones, también hace diseños de logotipos de compañías y juegos.

## Trabajos

### Diseño de personajes
- Shin Megami Tensei: Devil Survivor (2009, Atlus)[4]
- Shin Megami Tensei: Devil Survivor 2
- Digimon World Re:Digitize (2012)
- Digimon World Re:Digitize Decode (2013)
- Digimon Story: Cyber Sleuth (2015)
- Digimon Story: Cyber Sleuth Hacker's Memory (2017)
- Caladrius

### Trabajos artísticos
- "Ebony & Ivory" capítulo en Robot: Super Color Comic volumen 1 y 2[5][6]
- "Minus R" capítulo en Robot: Super Color Comic volumen 4[7]

### Ilustración de novelas ligeras
- Kamisama Kazoku (2003-en emisión, Media Factory)[8]
- Durarara!! (2004-en emisión, ASCII Media Works)[9]
- Girl's Guard (2002)
- Danmachi

### Manga
- Pinky:Comic (2005, serializado en Comic Gum, Wani Books)[10]
- Yozakura Quartet (2006-en emisión, serializado en el Monthly Shōnen Sirius, Kodansha)[11][12] (2008 con licencia de Del Rey Manga)[13]